# Ibu Mertua-ku
Ibu Mertua-ku (Meine Schwiegermutter) ist ein singapurischer malaiischsprachiger Schwarz-Weiß-Melodram-Film aus dem Jahr 1962, der von P. Ramlee inszeniert wurde und in dem er auch die Hauptrolle spielt. Die Geschichte des Films dreht sich um die tragische Liebesaffäre zwischen Kassim Selamat, einem armen Musiker, und Sabariah, der einzigen Tochter einer wohlhabenden Frau.
Bemerkenswert an dem Film ist, dass der Eröffnungsakt als leichtfüßige romantische Komödie beginnt, aber nach 30 Minuten in eine dramatische Tragödie umschlägt. Wie viele Werke von P. Ramlee kritisiert auch dieser Film das inoffizielle Kastensystem, das die Reichen von den Armen trennt. Der Film gilt als malaysischer Klassiker, nicht nur wegen einiger seiner Lieder – insbesondere "Di Mana Kan Ku Cari Ganti" – sondern auch wegen seiner Darstellung einer berühmten, durch eine Tragödie ausgelösten Augenausstechszene während des Höhepunkts des Films.
Der Film Ibu Mertuaku wurde auf zwei Filmfestivals gezeigt: dem Asiatischen Filmfestival 1963 und dem Pariser Internationalen Filmfestival 1963. Der Film gewann den Preis für den "Vielseitigsten Künstler" auf dem Asiatischen Filmfestival 1963 in Tokio.